# Oksidacija alfa
Oksidacija alfa (α-oksidacija) je proces, pri katerem se iz določenih maščobnih kislin, ki imajo na β-ogljikovem (C) atomu metilno skupino, cepi samo eden ogljikov atom na karboksilnem koncu. Pri človeku je takšna maščobna kislina fitanska kislina, ki se preko oksidacije alfa v peroksisomih pretvori pristansko kislino, ki pa lahko vstopi v proces oksidacije beta.

## Reakcijske stopnje
Prisotnost metilne skupine na β-ogljikovem atomu onemogoča proces oksidacije beta, zato najprej poteče oksidacija alfa, ki zajema štiri stopnje, in sicer če vzamemo za primer fitansko kislino:
1. Encim fitaniol-CoA sintetaza katalizira vezavo fitanske kisline na koencim A (CoA), pri čemer nastane fitaniol-CoA.
2. Fitaniol-CoA hidroksilaza (tudi fitanoil-CoA dioksigenaza) katalizira oksidacijo fitaniol-CoA v 2-hidroksifitaniol-CoA, vlogo kofaktorja pa opravlja železov ion v fero obliki (Fe2+).
3. 2-hidroksifitanoil-CoA liaza odcepi formil-CoA (praktično eden C atom) s pomočjo tiamin pirofosfata (TPP) v vlogi kofaktorja, produkt reakcije pa je pristanal. Formil-CoA kasneje razpade na format in ogljikov dioksid (CO2).
4. Aldehid-dehidrogenaza katalizira oksidacijo pristanala v pristansko kislino, ki pa lahko vstopi v proces oksidacije beta.

## Medicinski pomen
Okvare komponent oksidacije alfa (najpogosteje mutacije gena, ki nosi zapis (kodira) za fitanoil-CoA hidroksilazo), privedejo do Refsumove bolezni (tudi ataktična polinevritiformna heredopatija), pri kateri se v krvi kopiči fitanska kislina, kar povzroči mišično oslabelost, resne okvare živčevja, kot so kronični polinevritis (vnetje večjega števila živčev), pigmentozni retinitis (vnetje mrežnice, cerebelarna ataksija (motena usklajenost mišičnih gibov), ter gluhost in slepoto. Glede na to, da je fitanska kislina prisotna v velikih količinah v zeleni zelenjavi, in da se kopiči v maščobnih zalogah prežvekovalcev, ki jo zaužijejo, se lahko bolezen prepreči ali vsaj omili z izogibanjem zelene zelenjave ter mesa in mleka prežvekovalcev v prehrani obolelega človeka. Terapijo je potrebno začeti dovolj zgodaj, preden pride do nepovratnih (ireverzibilnih) okvar živčevja.